# SwL DVL
De SwL DVL is een dieselhydraulische locomotief van het merk DIEMA bestemd voor de rangeerdienst van Stadtwerke Leer in de Duitse deelstaat Nedersaksen.

## Geschiedenis
Reeds in oktober 1904 was in de Stadt Leer een private spooraansluiting met smalspoor voor het overslag van goederen in de haven. De huidige havensporen met een lengte van 6,7 kilometer ronde de haven werden in 1926 geopend. De Stadtwerke Leer beheerst tegenwoordig het goederenvervoer met twee locomotieven waaronder deze locomotief.

## Treindiensten
De locomotief wordt door de Stadtwerke Leer gebruikt bij het rangeren van goederenwagens over de havensporen van de stad Leer.

## Galerij

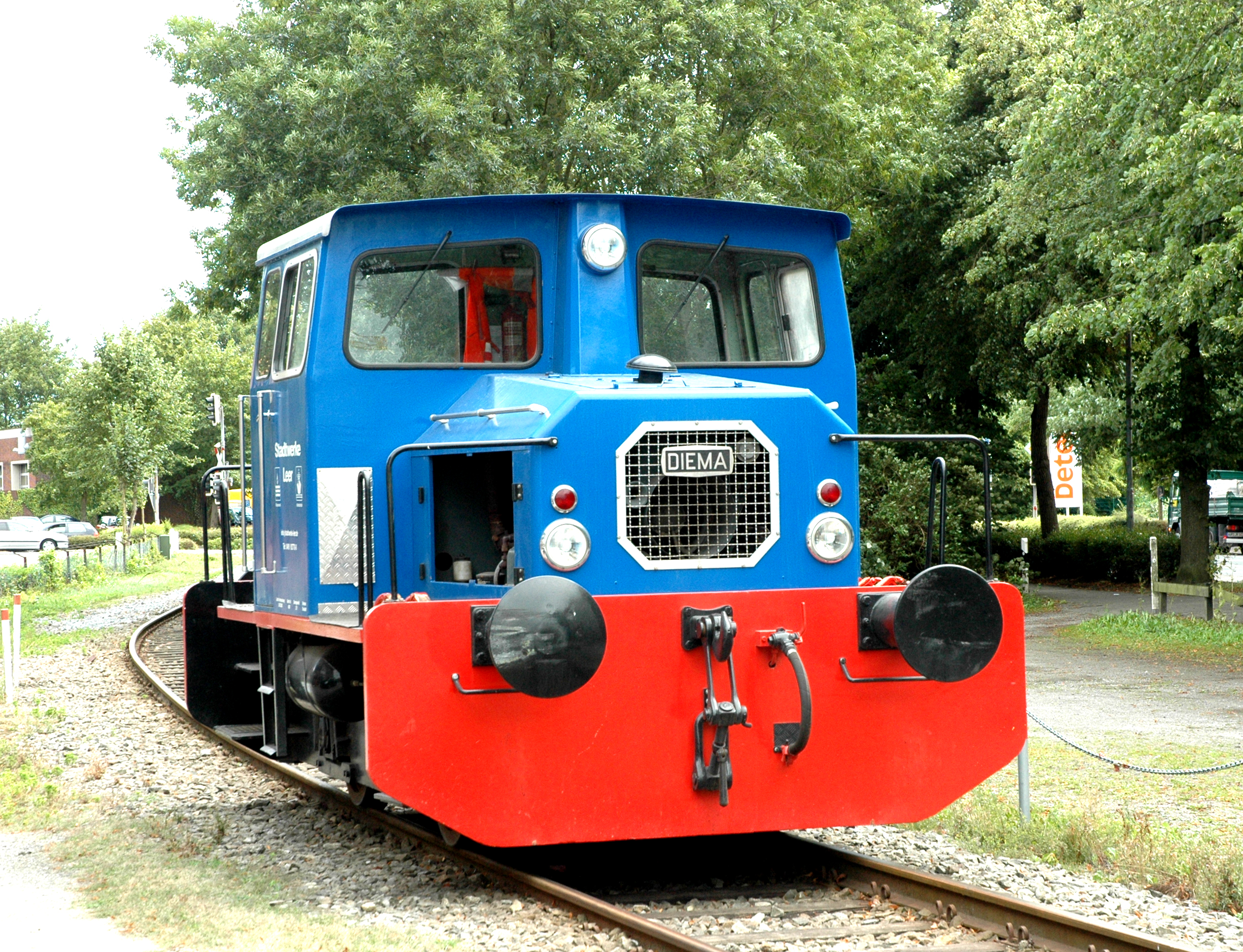